# Johann August Bruckmann
Johann August Bruckmann, seit 1808 von Bruckmann, (* 29. Februar 1776 in Heilbronn; † 25. April 1835 in Ulm) war ein deutscher Architekt, Geologe, Landbaumeister, Wasserbauingenieur, Sachbuchautor und Erfinder sowie ein Entwickler, später gemeinsam mit seinem Sohn August Eduard Bruckmann, von Bohrverfahren in Verbindung mit der Erschließung und Entwicklung von artesischen Brunnen.

## Leben
Ab 1790 wurde er an der Preußischen Bauakademie in Berlin zum Baumeister ausgebildet. Anschließend kehrte er nach Südwestdeutschland zurück, wo er 1803 eine Stelle als Landbaumeister fand. 1813 wurde er in Reutlingen zum Kreisbaurat ernannt. In dieser Stellung war er für den Bau oder Umbau zahlreicher Gebäude verantwortlich. Gesundheitlich angeschlagen bat er 1822 um seine Entlassung. Wieder genesen, geht die Einführung artesischer Brunnen in Württemberg 1827 auf ihn zurück. 1833 berief man ihn als Kreisbaurat nach Ulm in den aktiven Staatsdienst zurück, jedoch erkrankte er alsbald neuerlich und verstarb 1835.
Im Hof- und Staats-Handbuch von 1815 wird er mit Johann August von Bruckmann, Landbaumeister der Landvogtei am obern und mittlern Neckar, zitiert.

## Arbeiten und Entwürfe
- 1816–1818: Katholische Pfarrkirche St. Afra in Ratshausen im Kameralamtsstil[3]
- 1817–1818: Umbau des Collegium Illustre[4]
- Amtshaus in Berlin[5]

## Artesische Brunnen
Bruckmann hat in Heilbronn zehn Bohrbrunnen angelegt. 1827 bohrte er die ersten beiden Brunnen für die Papierfabrik der Gebrüder Rauch sowie einen dritten für die Bleichanstalt in Heilbronn. 1828 folgte ein vierter Brunnen für die Papierfabrik von Gustav Schaeuffelen, 1829 ein Brunnen für die Flachsspinnerei Cotta & Co. Weitere Brunnen für die Papierfabrik Schäuffelen und die städtischen Mahlmühlen schlossen sich an. Zu anderen Bohrungen gibt er in eigener Quelle zwei in Erlangen, zwei in Nürnberg und eine in Crailsheim an.

## Familie
Bruckmann wurde 1776 als Sohn des Heilbronner Silberschmieds Johann Dietrich Bruckmann (1736–1807) und dessen Frau Johanna Susanne geborene Drauz sowie als älterer Bruder des späteren Unternehmers Georg Peter Bruckmann geboren.
Zu seinen Kindern gehörten der spätere Künstler Alexander Bruckmann und der spätere Architekt August Eduard Bruckmann (1810–1884).

## Veröffentlichungen
- 1833: Gemeinsam mit August Eduard Bruckmann: Vollständige Anleitung zur Anlage, Fertigung und neueren Nutzanwendung der gebohrten oder sogenannten Artesischen Brunnen: Grösstentheils auf eigene Erfahrung gegründet für die praktische Ausführung bearbeitet. J. D. Classische Buchhandlung, Heilbronn am Neckar 1833. 382 S.[8] Zweite Auflage 1833

## Auszeichnungen
- Große goldene Ehrenmedaille, verliehen vom württembergischen König
- Goldene Ehrenmedaille der Societé d’encouragement pour l’industrie nationale 1831
- vor 1833: Träger des Königlichen Civil-Ordens